# Per Nielsen
Per Lundgren Nielsen (ur. 15 marca 1973 w Aarhus) – duński piłkarz występujący na pozycji obrońcy, po zakończeniu kariery zawodniczej trener piłkarski.

## Kariera klubowa
Nielsen rozpoczynał treningi piłkarskie w wieku 5 lat w Brøndby IF. W 1993 roku zadebiutował w pierwszej drużynie tego klubu. W Superligaen po raz pierwszy wystąpił w sezonie 1994/1995. Od następnego sezonu stał się podstawowym zawodnikiem Brøndby. Występował w tym klubie do 2008 roku, po czym zakończył karierę. Rozegrał w jego barwach 394 spotkania w Superligaen, w których zdobył 23 bramki. Z klubem wywalczył 5 mistrzostw Danii (1996, 1997, 1998, 2002, 2005), 7 wicemistrzostw Danii (1995, 1999, 2000, 2001, 2003, 2004, 2006), 4 Puchary Danii (1998, 2003, 2005, 2008), 3 Superpuchary Danii (1996, 1997, 2002) oraz 2 Puchary Ligi Duńskiej (2005, 2006).

## Kariera reprezentacyjna
W reprezentacji Danii Nielsen zadebiutował 7 września 2002 roku w zremisowanym 2:2 meczu eliminacji Mistrzostw Europy 2004 z Norwegią. W latach 2002–2006 w drużynie narodowej rozegrał w sumie 10 oficjalnych spotkań. Wcześniej występował też w kadrach Danii U-19 oraz U-21.

## Kariera trenerska
Po zakończeniu kariery piłkarskiej, Nielsen został trenerem. W latach 2008–2010 był trenerem w młodzieżowych drużynach Brøndby. W 2011 roku objął stanowisko szkoleniowca Hvidovre IF z 1. division. W sezonie 2010/2011 jego zespół spadł z drugiej ligi duńskiej, do której powrócił w sezonie 2012/2013. W sezonie 2013/2014 Hvidovre ponownie spadło do 2. division. Pod koniec 2014 roku Nielsen opuścił ten klub.
W 2015 roku został trenerem kobiecej drużyny Brøndby IF, w której pracował do 2024 roku. Zdobył z tym klubem 3 mistrzostwa Danii (2015, 2017, 2019) oraz 3 Puchary Danii (2015, 2017, 2018).